# Oskar (tecknad serie)
Oskar  är en svensk tecknad humorserie, skapad av Torsten Bjarre 1952, då serien specialbeställdes av veckotidningen Året Runt. Serien handlar om Oskar Fager och hans familj, och påminner om den amerikanska serien Blondie. Den repriserades bland annat i tidningen Åsa-Nisse under 1980-talet.
Oskar har ett påfallande koniskt huvud som toppas av en uppåtstående lugg.